# أيونات غير عضوية
الأيونات غير العضوية هي أيونات ضرورية للنشاط الخلوي الحيوي في الحيوانات والنباتات. في أنسجة الجسم، تُعرف الأيونات أيضًا بالمحاليل الكهرلية، وهي أساسية للنشاط الكهربائي اللازم لدعم انقباض العضلات وتحفيز الخلايا العصبية. تساهم في الضغط الأسموزي لسوائل الجسم بالإضافة إلى أداء عدد من الوظائف الهامة الأخرى. فيما يلي قائمة ببعض أهم الأيونات للكائنات الحية بالإضافة إلى أمثلة على وظائفهم:
- +Ca2 - أيونات الكالسيوم هي أحد مكونات العظام والأسنان. كما أنها تعمل كمراسلين بيولوجيين، كما تفعل معظم الأيونات المذورة ادناه. انظر نقص كالسيوم الدم.

- +Zn2 - توجد أيونات الزنك بتركيزات صغيرة جدًا في الجسم، والغرض الرئيسي منها هو مضادات الأكسدة؛ تعمل أيونات الزنك كمضادات للأكسدة بشكل عام وكمحفز الأكسدة الخاص بالكبد.[2] يمكن أن تعمل أيونات الزنك أيضًا كمثبت شبيه بمضادات الأكسدة لبعض الجزيئات الكبيرة التي تربط أيونات الزنك بانجذاب شديد، خاصة في مواقع الارتباط الغنية بالسيستئين.[2] تستخدم مواقع الارتباط هذه أيونات الزنك كمثبت لطيات البروتين، مما يجعل أشكال البروتين هذه أكثر صلابة في الهيكل. وتشمل هذه الهياكل أصابع الزنك ولها العديد من التشكيلات المختلفة.[2]
- +K - الوظيفة الرئيسية لأيونات البوتاسيوم في الحيوانات هي التوازن الأسموزي، وخاصة في الكلى. انظر نقص بوتاسيوم الدم.
- +Na - أيونات الصوديوم لها دور مشابه لأيونات البوتاسيوم. انظر نقص صوديوم الدم.
- +Mn2 - تُستخدم أيونات المنغنيز كمثبت لتشكيلات البروتين المختلفة. ولكن، يرتبط التعرض المفرط لأيون المنغنيز بالعديد من أمراض التآكل العصبي مثل مرض باركنسون.[3]
- +Mg2 - أيونات المغنيسيوم هي أحد مكونات الكلوروفيل. انظر نقص ماغنيسيوم الدم.

- −Cl - تظهر عدم القدرة على نقل أيونات الكلور في البشر على أنها تليف كيسي.

- −CO23 - أصداف الكائنات البحرية تتكون من كربونات الكالسيوم. في الدم، يتحول ما يقارب 85% من ثاني أكسيد الكربون إلى أيونات كربونات مائية (محلول حمضي)، مما يسمح بمعد لنقل أكبر.
- +CO2 - توجد أيونات الكوبالت في جسم الإنسان بكميات تتراوح من 1 إلى 2 مجم.[4]يوجد الكوبالت في القلب والكبد والكلى والطحال وكميات أقل بكثير في البنكرياس والدماغ ومصل الدم.[4][5] يعتبر الكوبالت مكونًا ضروريًا لفيتامين ب 12 ومساعد أنزيم أساسي في الانقسام المتساو.[5] يعتبر الكوبالت ضروريًا لتكوين الأحماض الأمينية وبعض البروتينات لتكوين غلاف المايلين في الخلايا العصبية.[6][3]يلعب الكوبالت أيضًا دورًا في تكوين الناقلات العصبية، والتي تعتبر أساسية للوظيفة المناسبة في الكائن الحي.[3]
- -PO34 - أدينوسين ثلاثي الفوسفات (ATP) هو جزيء شائع يخزن الطاقة بشكل يسهل الوصول إليها. العظام هو فوسفات الكالسيوم.
- +Fe2+/Fe3 - كما هو موجود في الهيموجلوبين، يحتوي الجزيء الرئيسي الذي يحمل الأكسجين على أيون حديد مركزي.
- -NO3 - مصدر النيتروجين في النباتات لإنتاج البروتينات.

## وظائف بيولوجية للأيونات الغير عضوية

### قنوات أيونية

#### قنوات أيون البوتاسيوم
تلعب قنوات أيون البوتاسيوم دورًا رئيسيًا في الحفاظ على الجعدة الكهربائي للغشاء. توجد هذه القنوات الأيونية في العديد من الأنظمة البيولوجية المختلفة. غالبًا ما يلعبون دورًا في تنظيم العمليات على المستوى الخلوي، والعديد من هذه العمليات بما في ذلك استرخاء العضلات، وارتفاع ضغط الدم، وإفراز الأنسولين وما إلى ذلك. بعض الأمثلة على قنوات أيونات البوتاسيوم داخل النظم البيولوجية تشمل قنوات أدينوسين ثلاثي الفوسفات (ATP) الحساسة للبوتاسيوم، وقنوات البوتاسيوم الكبيرة، وقنوات البوتاسيوم الأثير-أ-جو-جو.

#### قنوات أيون الصوديوم
توفر قنوات أيون الصوديوم خدمة متكاملة خلال الجسم، حيث تنقل نبضات إزالة الاستقطاب على المستوى الخلوي وداخل الخلايا. يسمح هذا لأيونات الصوديوم بتنسيق عمليات أكثر كثافة مثل الحركة والإدراك. تتكون قنوات أيون الصوديوم من وحدات فرعية مختلفة، ومع ذلك، فإن الوحدة الفرعية الأساسية فقط هي المطلوبة للوظيفة. تتكون قنوات أيون الصوديوم هذه من أربعة مجالات متجانسة داخليًا، تحتوي كل منها على ستة مقاطع غشائية وتشبه وحدة فرعية مفردة لقناة أيون بوتاسيوم مُعتمدة على الجهد. تتطوى المجالات الأربعة معًا لتشكل مسامًا مركزياً. يحدد المسام المركزي لأيونات الصوديوم انتقائية القناة: كل من نصف القطر الأيوني والشحنة الأيونية هما مفتاح انتقائية القناة.

#### قنوات أيونات الكلوريد
تختلف قنوات أيونات الكلوريد عن العديد من القنوات الأيونية الأخرى نظرًا للتحكم فيها بواسطة أيونات كلوريد الأنيونية. قنوات أيون الكلوريد عبارة عن بروتينات غشائية مكونة للمسام تسمح بالنقل السلبي لأيونات الكلوريد عبر الأغشية البيولوجية. تشتمل قنوات أيون الكلوريد على آليات ذات جهد كهربائي ومستقبل أيونوتروبي بنقل الأيونات عبر الأغشية الخلوية. عُثور على أن قنوات أيونات الكلوريد تلعب دوراً مهماً في تطور الأمراض البشرية، على سبيل المثال، تؤدي الطفرات في الجينات التي تشفر قنوات أيونات الكلوريد إلى مجموعة متنوعة من الأمراض الضارة في العضلات والكلى والعظام والدماغ، بما في ذلك التليف الكيسي وهشاشة العظام، والصرع، وبالمثل من المفترض أن يكون تنشيطها مسؤولاً عن تطور الورم الدبقي في الدماغ ونمو طفيلي الملاريا في خلايا الدم الحمراء. حاليًا، قنوات أيون الكلوريد غير مفهومة تمامًا، ومن الضروري إجراء المزيد من الأبحاث.

## انظر ايضاً
- الكالسيوم في علم الأحياء.
- مغنيسيوم في علم الأحياء.